# Skigebiet Kasprowy Wierch

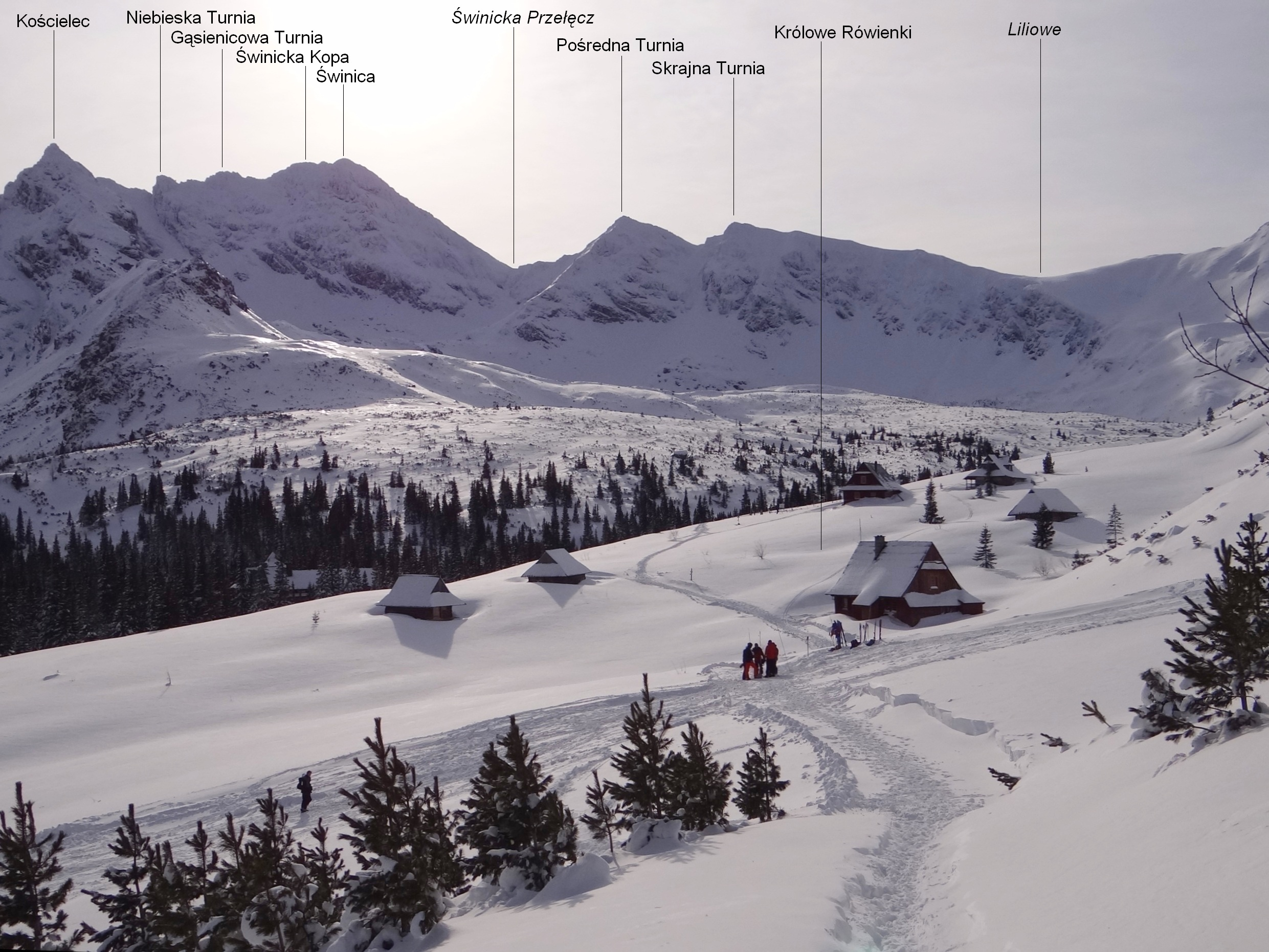
Piste auf der Hala Gąsienicowa

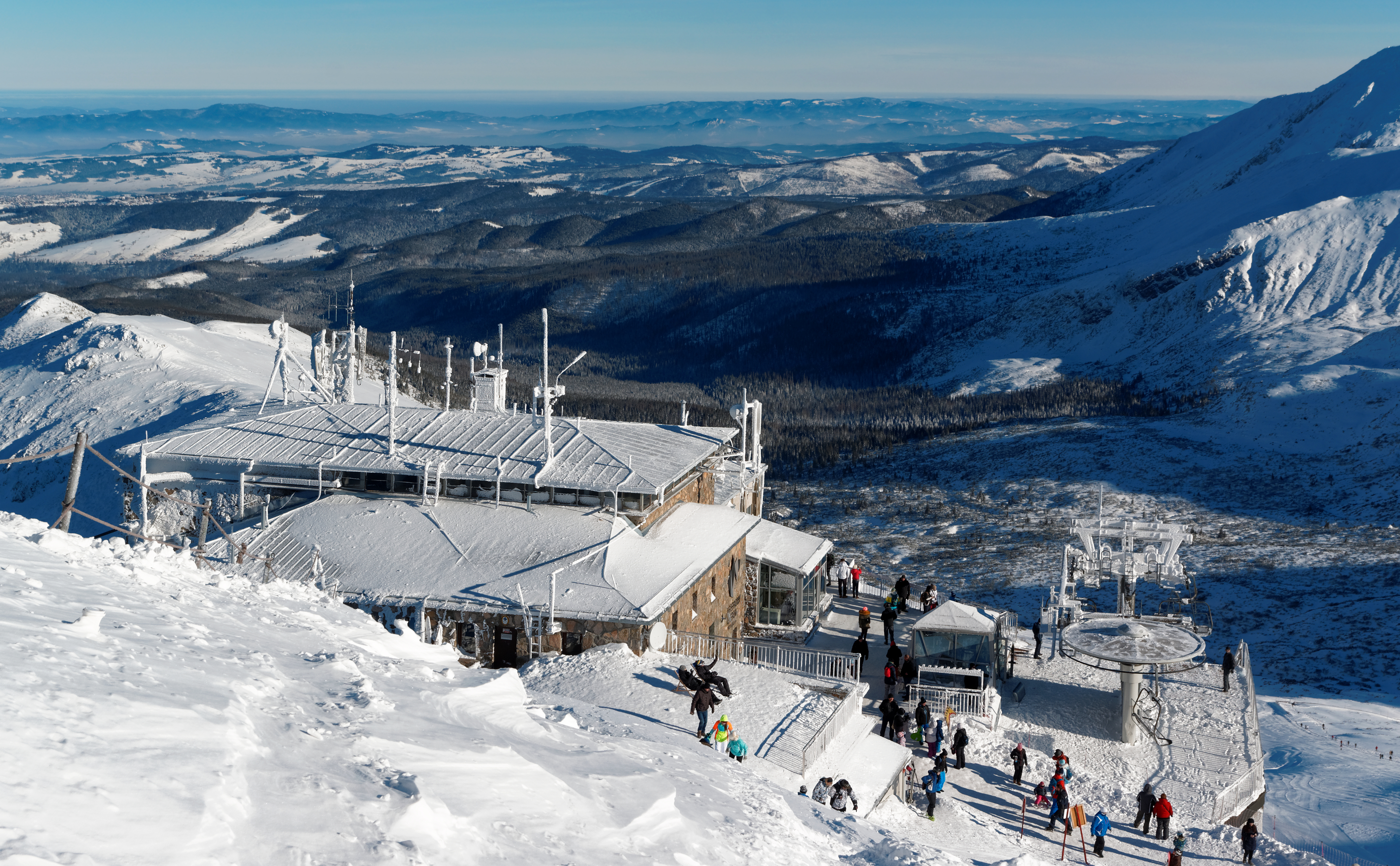
Obere Seilbahnstation

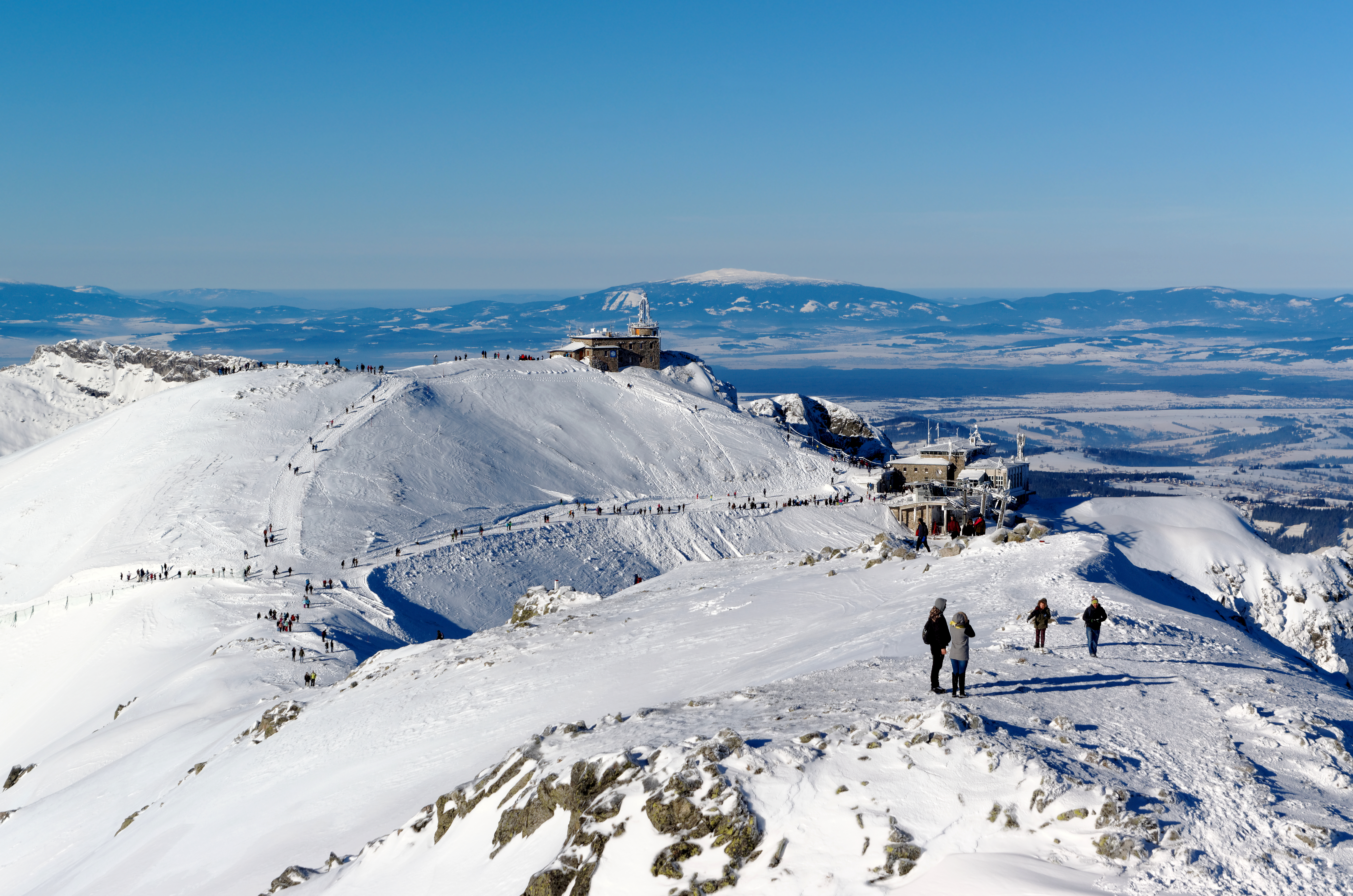
Gipfel

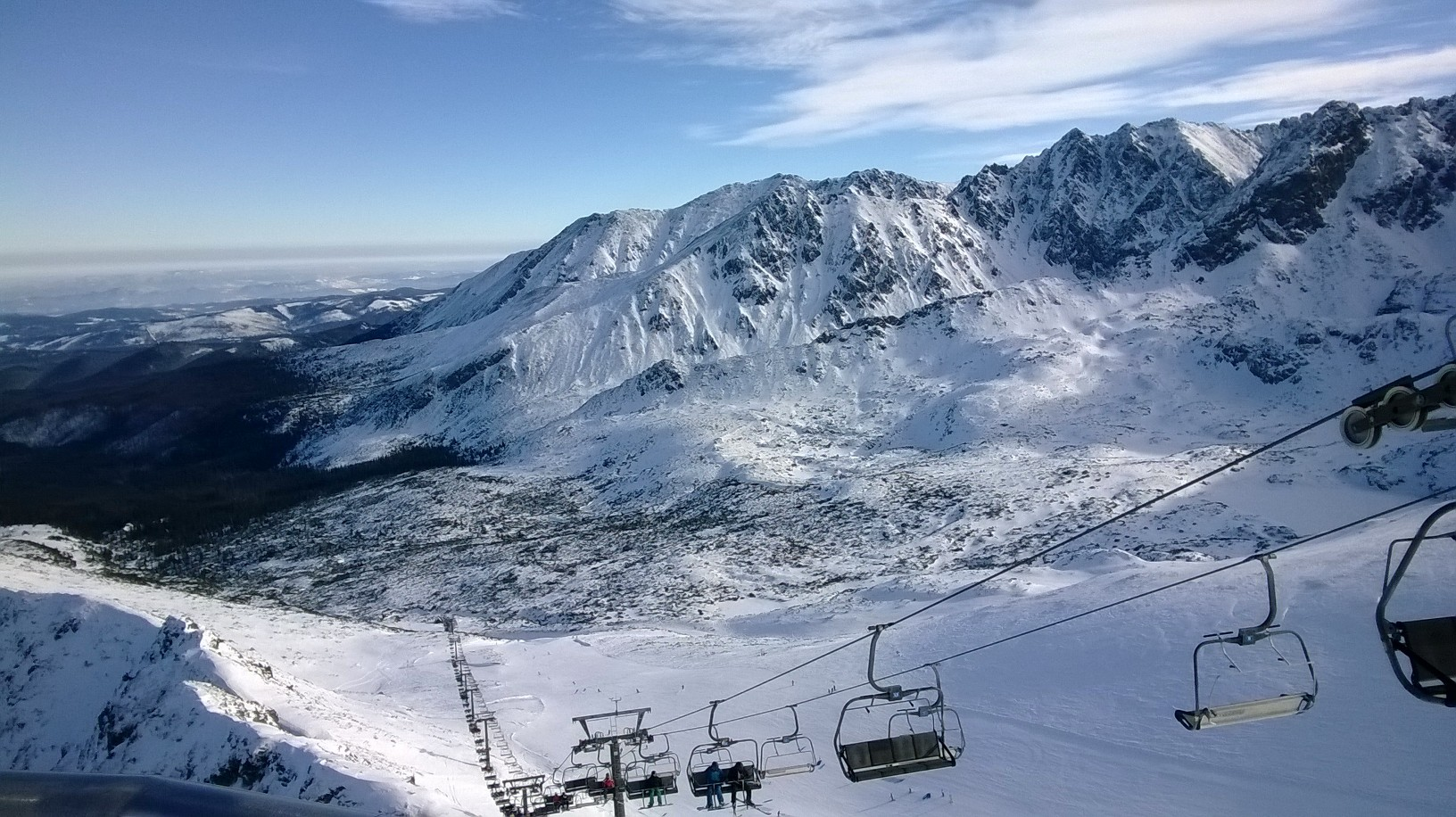
Skilift Hala Gąsienicowa

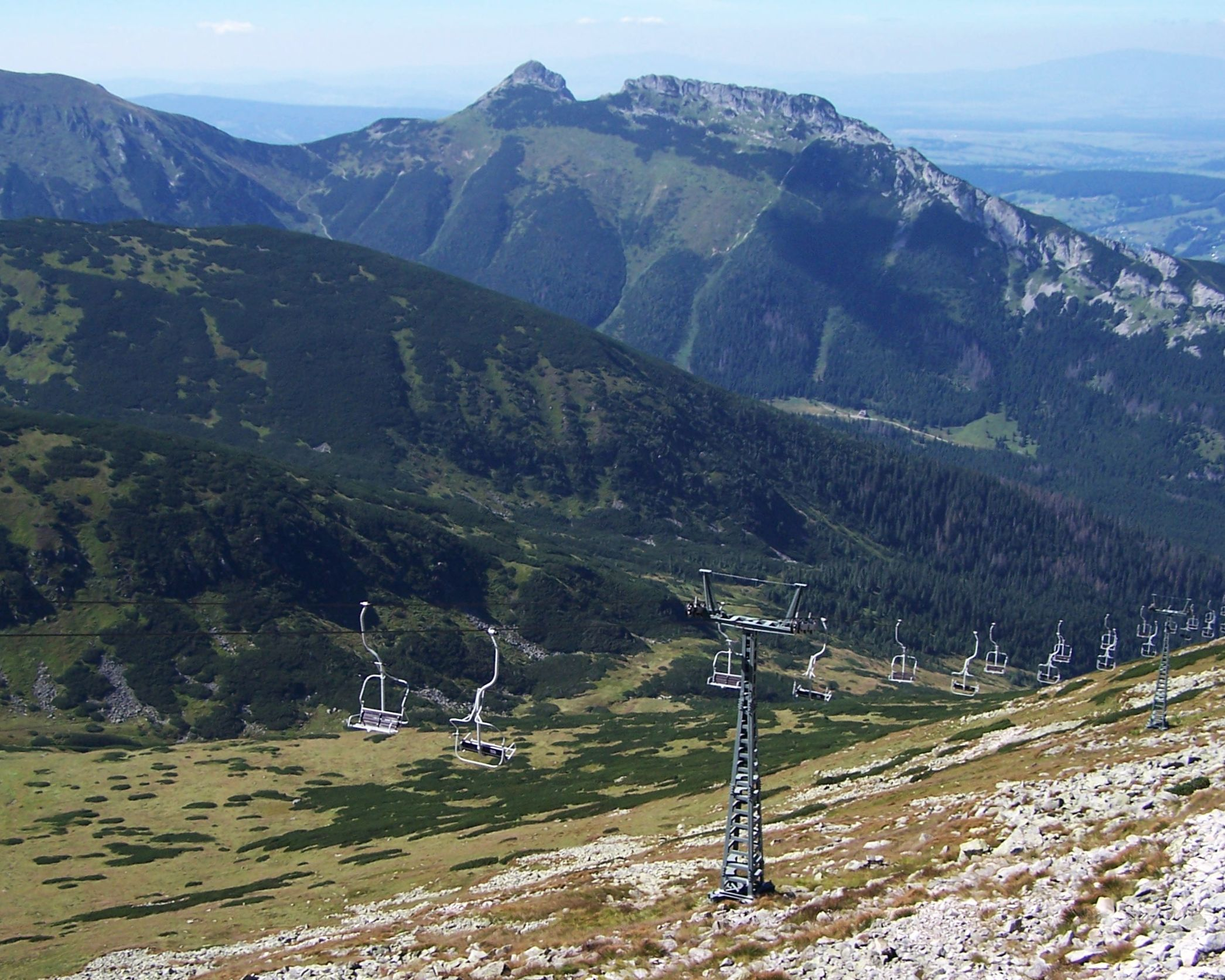
Skilift Hala Goryczkowa

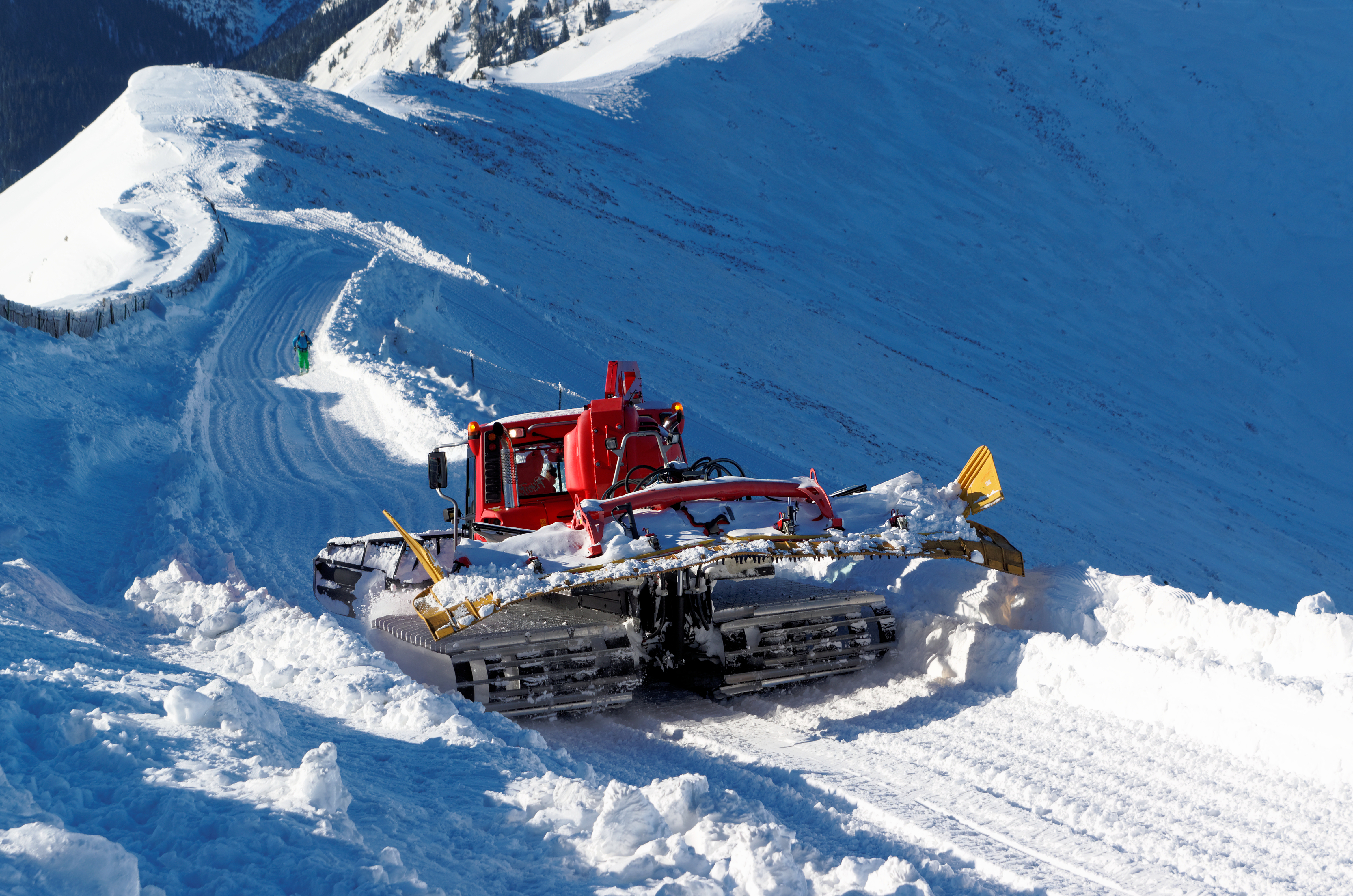
Pistenfahrzeug

Das Skigebiet Kasprowy Wierch liegt auf dem Gipfel und den Nordhängen des Kasprowy Wierch in der polnischen Hohen Tatra und Westtatra auf dem Gemeindegebiet von Zakopane im Powiat Tatrzański in der Woiwodschaft Kleinpolen. Es befindet sich im Tatra-Nationalpark. Im Skigebiet hat Jacek Nikliński 1979 den bis dato geltenden polnischen Geschwindigkeitsrekord bei der alpinen Abfahrt mit über 180 km/h aufgestellt.

## Lage
Das Skigebiet befindet sich auf einer Höhe von 1027 m bis 1959 m. Es ist damit das höchstgelegene Skigebiet in Polen. Der Höhenunterschied der Pisten beträgt fast 1000 m. Die Kapazität der Seilbahn sowie der beiden Sessellifte beträgt 3480 Personen pro Stunde. Es gibt zwei schwarze (sehr schwierige) sowie drei rote (schwierige) Pisten. Die Gesamtlänge der Pisten umfasst 16,5 km, wobei die längste Piste 8,5 km lang ist.

## Beschreibung

### Skilifte
Im Skigebiet gibt es eine Seilbahn und zwei Skilifte.

#### Seilbahn
Die Seilbahn Kasprowy Wierch führt vom Zakopaner Stadtteil Kuźnice bis knapp unter den Gipfel des Kasprowy Wierch. Die Fahrt dauert ca. 12 Minuten und es können bis zu 360 Personen pro Stunde befördert werden. Der Höhenunterschied ist fast 1000 m und die Länge der Seilbahn beträgt über 4250 m.

#### Skilift Hala Gąsienicowa
Der viersitzige Skilift Hala Gąsienicowa führt von der Alm Hala Gąsienicowa im Tal Dolina Gąsienicowa auf den Gipfel des Kasprowy Wierch. Die Fahrt dauert ca. 8 Minuten.

#### Skilift Hala Goryczkowa
Der zweisitzige Skilift Hala Goryczkowa führt von der Alm Hala Goryczkowa im Tal Dolina Goryczkowa auf den Gipfel des Kasprowy Wierch. Die Fahrt dauert ca. 15 Minuten.

#### Skilifte Kalatówki
Unterhalb der Hala Goryczkowa befinden sich zwei weitere Skilifte Kalatówki auf der Alm Kalatówki.

### Skipisten
Vom Kasprowy Wierch führen zwei Skipisten ins Tal.
| Name der Piste         | Schwierigkeitsgrad | Start          | Start        | Ziel           | Ziel         | Länge (m) | Höhe (m) | Neigung (%) | Licht | Kunstschnee | FIS                               | FIS  | Anmerkungen       |
| Name der Piste         | Schwierigkeitsgrad | Name           | Höhe (m üNN) | Name           | Höhe (m üNN) | Länge (m) | Höhe (m) | Neigung (%) | Licht | Kunstschnee | Nr                                | Bis  | Anmerkungen       |
| ---------------------- | ------------------ | -------------- | ------------ | -------------- | ------------ | --------- | -------- | ----------- | ----- | ----------- | --------------------------------- | ---- | ----------------- |
| 1 Piste Gąsienicowa    | Schwarz            | Obere Station  | 1953         | Untere Station | 1601         | 1500      | 352      | 23          | nein  | nein        | 10131/09/11 10132/09/11           | 2021 | Gigant und Slalom |
| 1 Skipiste Gąsienicowa | Rot                | Untere Station | 1601         | Kuźnice        | 1027         | 6000      | 574      | 10          | nein  | nein        |                                   |      |                   |
| 2 Piste Goryczkowa     | Schwarz            | Obere Station  | 1950         | Untere Station | 1355         | 2600      | 595      | 23          | nein  | nein        | 10133-6 /09/11 (6 Entscheidungen) | 2016 | Alle Wettbewerbe  |
| 2 Skipiste Goryczkowa  | Rot                | Untere Station | 1355         | Kuźnice        | 1027         | 4000      | 923      | 8           | nein  | nein        |                                   |      |                   |
| 5 Kondradowa           | Rot                |                |              |                |              |           |          |             | nein  | nein        |                                   |      |                   |

#### Skipiste Gąsienicowa
Die Skipiste Gąsienicowa führt am Nordosthang des Kasprowy Wierch ins Tal nach Zakopane.

#### Skipiste Goryczkowa
Die Skipiste Goryczkowa führt am Nordwesthang des Kasprowy Wierch ins Tal nach Zakopane.

## Infrastruktur
In Kuźnice gibt es mehrere Restaurants und zahlreiche Einkaufsmöglichkeiten. Dort befindet sich die untere Station der Seilbahn. Parkplätze sind in begrenztem Umfang vorhanden. Die Zufahrt ist nur bis zum Johannes-Paul-II-Rondo möglich.
Auf dem Gipfel des Kasprowy Wierch gibt es eine Bergrettungsstation des Bergwacht TOPR, ein Restaurant, ein kleines Hotel sowie eine Wetterstation.
Im Tal Dolina Gąsienicowa gibt es die Schutzhütte Schronisko PTTK Murowaniec sowie die Almhütte Betlejemka.
Auf der Alm Kalatówki gibt es das Berghotel Hotel górski PTTK Kalatówki.